# 271
Рік темного металевого зайця за Шістдесятирічним циклом китайського календаря.
Криза Римської імперії у 3 столітті. Період тридцяти тиранів. Правління імператора Авреліана. У Китаї завершується період трьох держав, в Японії триває період Ямато, в Індії період занепаду Кушанської імперії, у Персії править династія Сассанідів.
На території лісостепової України Черняхівська культура. У Північному Причорномор'ї готи й сармати.

## Події
- Імператор Авреліан виганяє вандалів із Паннонії. Він виводить римських громадян із Дакії й розселяє їх у Мезії.
- В Італію вторгаються алемани. Спочатку вони розбивають війська Авреліана, але потім імператор здобуває кілька перемог і відбиває навалу, за що отримує титул Germanicus Maximus.
- Зенобія з Пальміри оголошує себе імператрицею і розриває стосунки з Римською імперією.
- Починається спорудження муру Авреліана.
- Шах Шапур I засновує Гіндішапурську академію.

## Померли
- Вікторин, галльский імператор.
- Пей Сю, картограф.